# 8270 Winslow
8270 Winslow è un asteroide della fascia principale. Scoperto nel 1989, presenta un'orbita caratterizzata da un semiasse maggiore pari a 2,1817454 UA e da un'eccentricità di 0,1704131, inclinata di 4,43225° rispetto all'eclittica.